# Чистилів

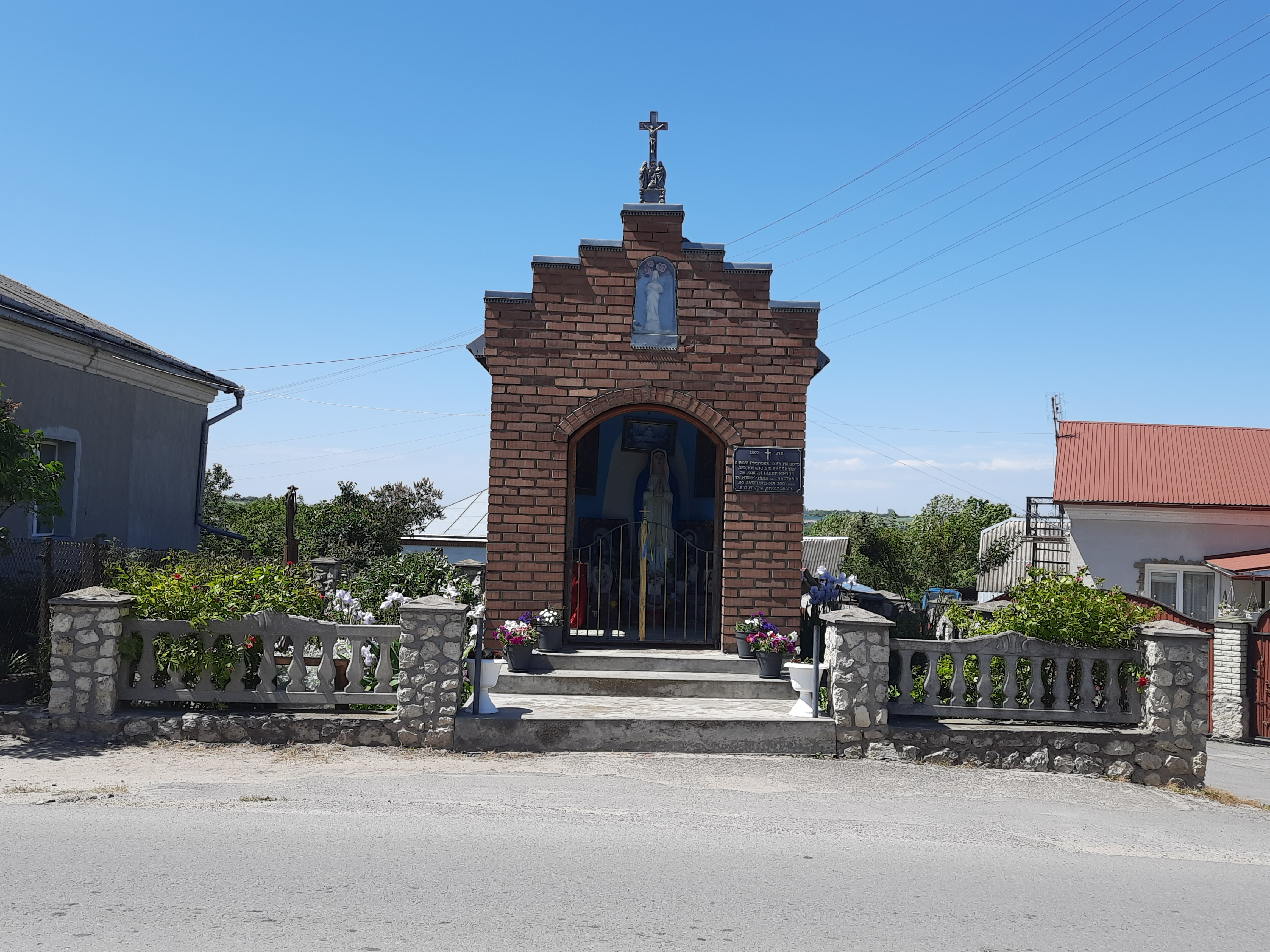
Капличка

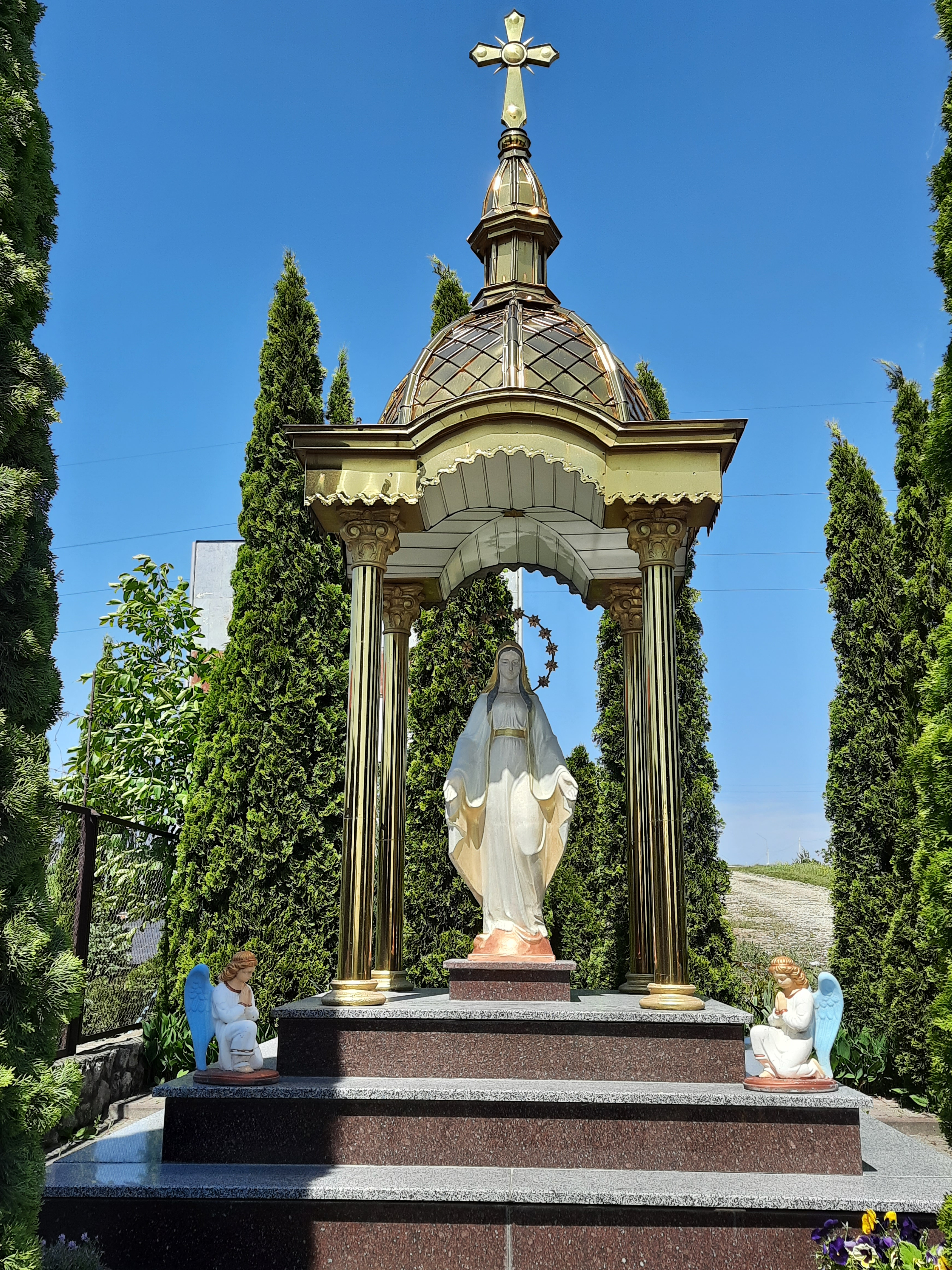
Статуя Божої Матері

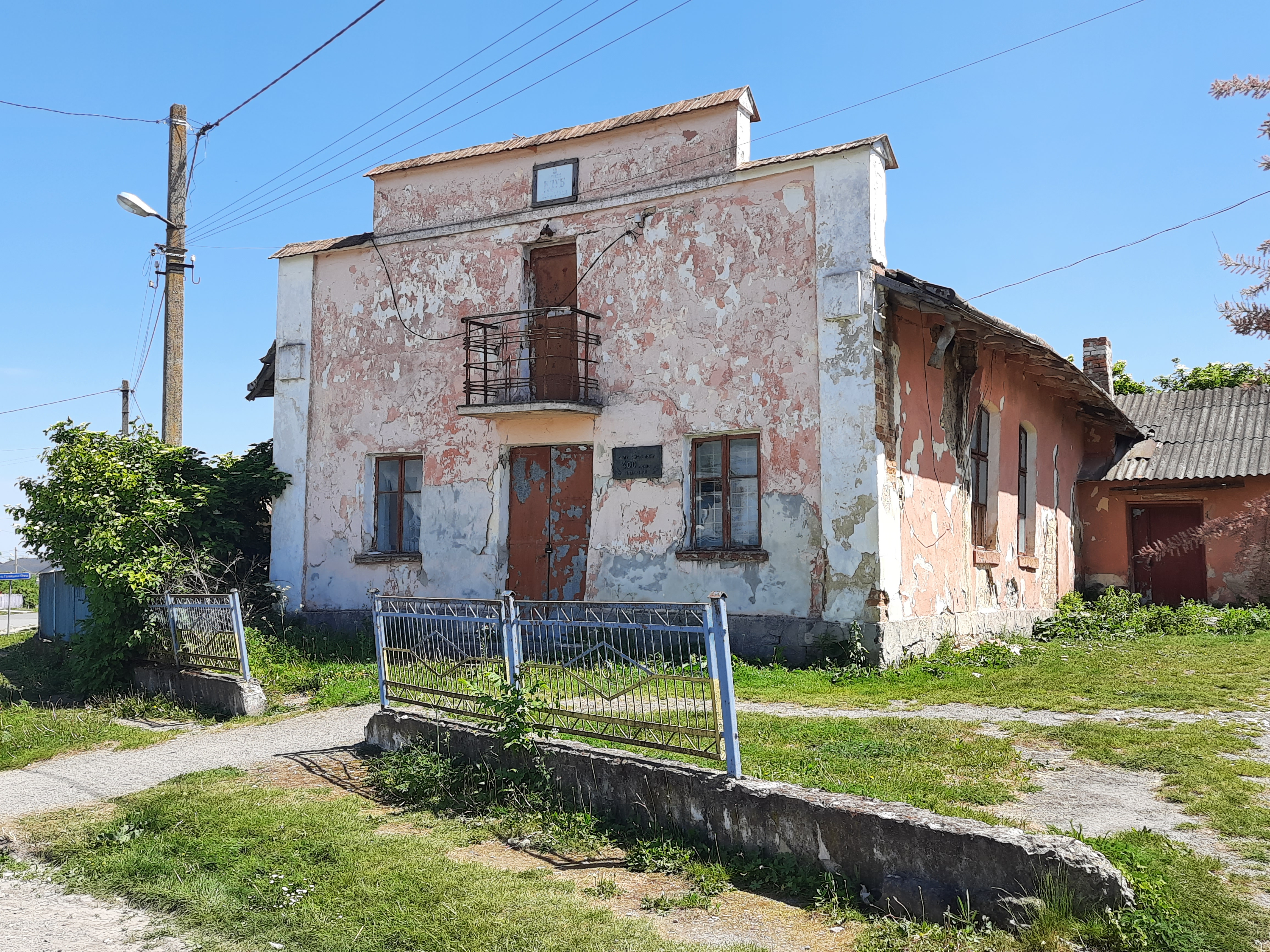
Клуб

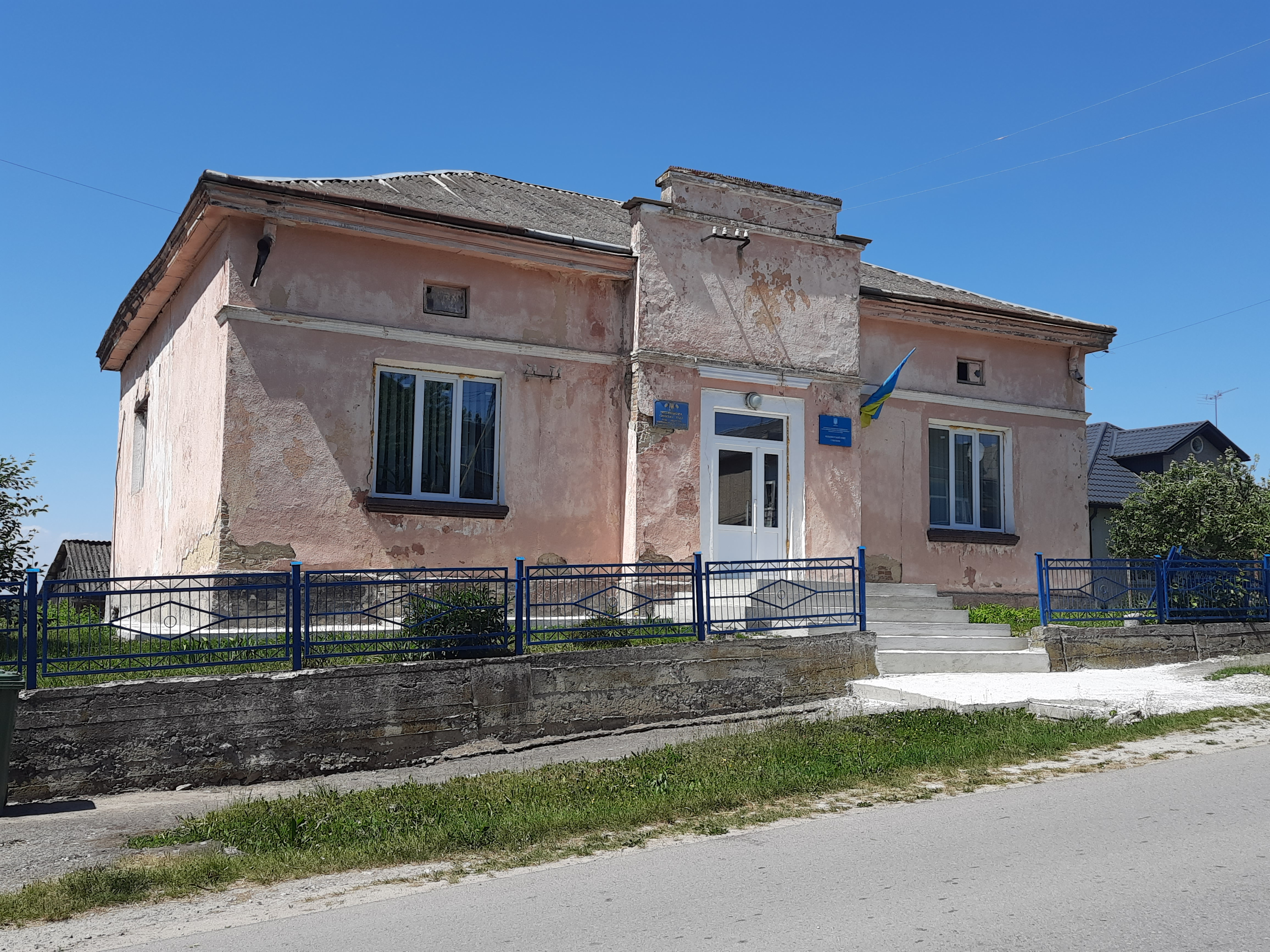
Старостат

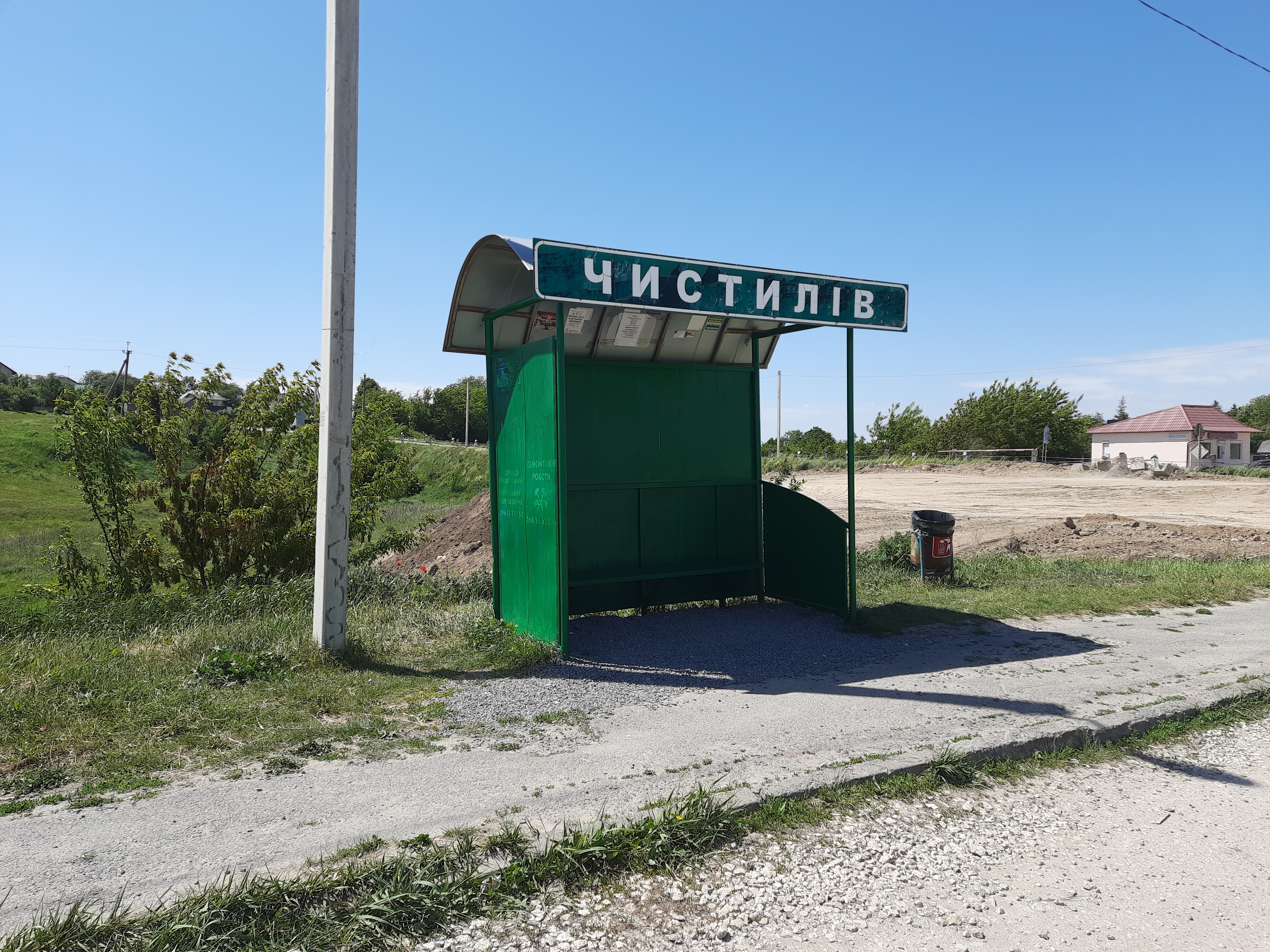
Автобусна зупинка

Чисти́лів — село в Україні, у Білецькій сільській громаді Тернопільського району Тернопільської області.
Населення — 1091 особа (2019).

## Назва
За легендою від чуми вимерло майже все село. Дві сім'ї, що вижили, спалили всі помешкання і повернулися до села через два роки. Розчистивши згарища, вони почали тут знову жити, на «чистому місці». Звідси і назва села.

## Географія
Село розташоване на лівому березі річки Серет (ліва притока Дністра), за 5 км від міста Тернопіль і 3 км від найближчої залізничної станції Глибочок Великий.
Північно-східною околицею села проходить автодорога Р39Тернопіль — Залізці — Підкамінь — Броди.
Площа села – 2,7 кв. км.
У селі є вулиці: Гагаріна, Гайова, Галицька, Галицька бічна, Грабаса, Дружби, Зелена, Злуки, Івана Франка, Козацька, Лесі Українки, Медова, Набережна, Нова, Підлісна, Проектна, Садова, Сонячна, Транспортна, Транспортна-бічна, Шевченка та Ювілейна.

## Історія
Поблизу села виявлені археологічні пам'ятки культури Ноа, західноподільської групи скіфського часу, черняхівської і давньоруської культур.
Черняхівський могильник IV – V століть нашої ери на східній околиці села, на підвищеному лівому березі ріки Серет. Відкритий і досліджувався в 1964 – 1967 роках І. П. Геретою та Е. А. Харитоновим. Давньоруське поселення в центрі села, на невисокому майдані, що віддалений на схід від приміщення колишньої сільської ради на сто метрів.
Згадується 20 листопада 1447 року в книгах галицького суду.
1525 рік — перша писемна згадка про село.
Під час Першої світової війни у селі були розташовані чайний пункт і перукарня Російського товариства Червоного хреста. В УСС і УГА воювали Петро Басик, Осип Кисіль, Дмитро Цівінський та ін.
На території села діяли «Просвіта», «Січ», «Сокіл», «Рідна школа» та інші товариства.
У зв'язку з переселенням мешканців хутір Бухтанка знято з обліку.
До 2018 — центр сільської ради. Від 2018 року ввійшло у склад Білецької сільської громади.
Відповідно до Розпорядження Кабінету Міністрів України від 12 червня 2020 року № 724-р «Про визначення адміністративних центрів та затвердження територій територіальних громад Тернопільської області» увійшло до складу Білецької сільської громади.

## Населення
Згідно з переписом УРСР 1989 року чисельність наявного населення села становила 1238 осіб, з яких 585 чоловіків та 653 жінки.

### Мова
Розподіл населення за рідною мовою за даними перепису 2001 року:
| Мова       | Кількість | Відсоток |
| ---------- | --------- | -------- |
| українська | 970       | 99.59%   |
| російська  | 4         | 0.41%    |
| Усього     | 974       | 100%     |

## Пам'ятки

### Природи
Поблизу села є Чистилівський орнітологічний заказник.

### Архітектури
- церква святого Архістратига Михаїла (1992, мурована),
- капличка (1991).
- пам'ятник до 60-річчя створення УПА (2002), насипано символічну могилу Борцям за волю України, встановлено пам'ятний хрест воякам УПА (2006).

## Освіта
Працюють ЗОШ 1 ступеня, бібліотека.

## Культура
Діє клуб.

## Охорона здоров'я
У селі є ФАП.

## Економіка
У селі працюють 2 млини, пекарня, підприємство автосервісу, столярний цех, 2 торгові заклади.

## Відомі люди

### Народилися
- інженер Степан Бутренко (Бутрин; 1894–1938),
- вчений радіофізик, доктор фізико-математичних наук Дмитро Ваврів (нар. 1953),
- Володимир Вермінський (1966 р. н.) - український співак (тенор), диригент, аранжувальник,
- правник, громадський діяч Мелітон Видрак (1879–1927),
- громадські діячі, господарники Йосип (1904–1943) і Роман (нар. 1945) Замкові,
- народний співець, лірник Кость Кріль (1858–1919),
- господарник, громадський діяч Богдан Ліщина (нар. 1937),
- Богдан Малько (1946–2007). - український вчений у галузі машинобудування, доктор технічних наук

### Проживали
- проживала господарниця, громадська діячка Стефанія Бойцун.

### Працювали
- душпастирювали отці (УГКЦ) Амвросій Крушельницький — батько співачки Соломії Крушельницької та Іван Колянковський,
- Археологічні дослідження проводив Ігор Ґерета.

### Перебували
- фольклорист, педагог, перекладач Осип Роздольський,
- письменник, учений, громадсько-політичний діяч Іван Франко.